# 伊克什基萊市鎮
伊克什基萊市鎮，曾是拉脫維亞的一個市鎮，設立於2004年，2009年拉脫維亞進行行政區重劃，改制為市鎮。位於該國中部，人口8346人，面積132.1平方公里，人口密度約63人/km2。
2021年7月1日，伊克什基萊市镇与其它市镇一起并入奧格雷市鎮。

## 外部連結
- 奧格雷市鎮官方網站 （页面存档备份，存于）（拉脱维亚文） （英文）